# Phanerotoma behriae
Phanerotoma behriae är en stekelart som beskrevs av Herbert Zettel 1988. Phanerotoma behriae ingår i släktet Phanerotoma och familjen bracksteklar. Inga underarter finns listade i Catalogue of Life.